# Robert Mühlbach (Architekt, 1848)
Robert Julius Mühlbach (geboren 3. Juli 1848 in Hamburg; gestorben 20. August 1892 in Hannover) war ein deutscher Architekt.

## Leben
Robert Julius Mühlbach durchlief von 1864 bis 1867 in Hamburg eine Lehre als Maurer bei K. A. Breckelbaum und anschließend unter der Matrikelnummer 4642 von 1867 bis 1870 ein Studium der Architektur an der Polytechnischen Schule in Hannover als Schüler von Conrad Wilhelm Hase. 1870 bis 1872 wurde Mühlbach zunächst Mitarbeiter bei Heinrich Campe in Braunschweig, dann von 1872 bis 1874 Mitarbeiter im Architekturbüro von Christoph Hehl in Hannover. 1874 bis zu seinem Lebensende arbeitete Mühlbach dann als selbständiger Architekt in Hannover.
Mühlbach war leitendes Mitglied im hannoverschen „Baugewerken-Verein“, dem späteren Innungsverband, sowie Mitglied der Bauberufsgenossenschaft.

## Werke (soweit bekannt)
- In Hannover:

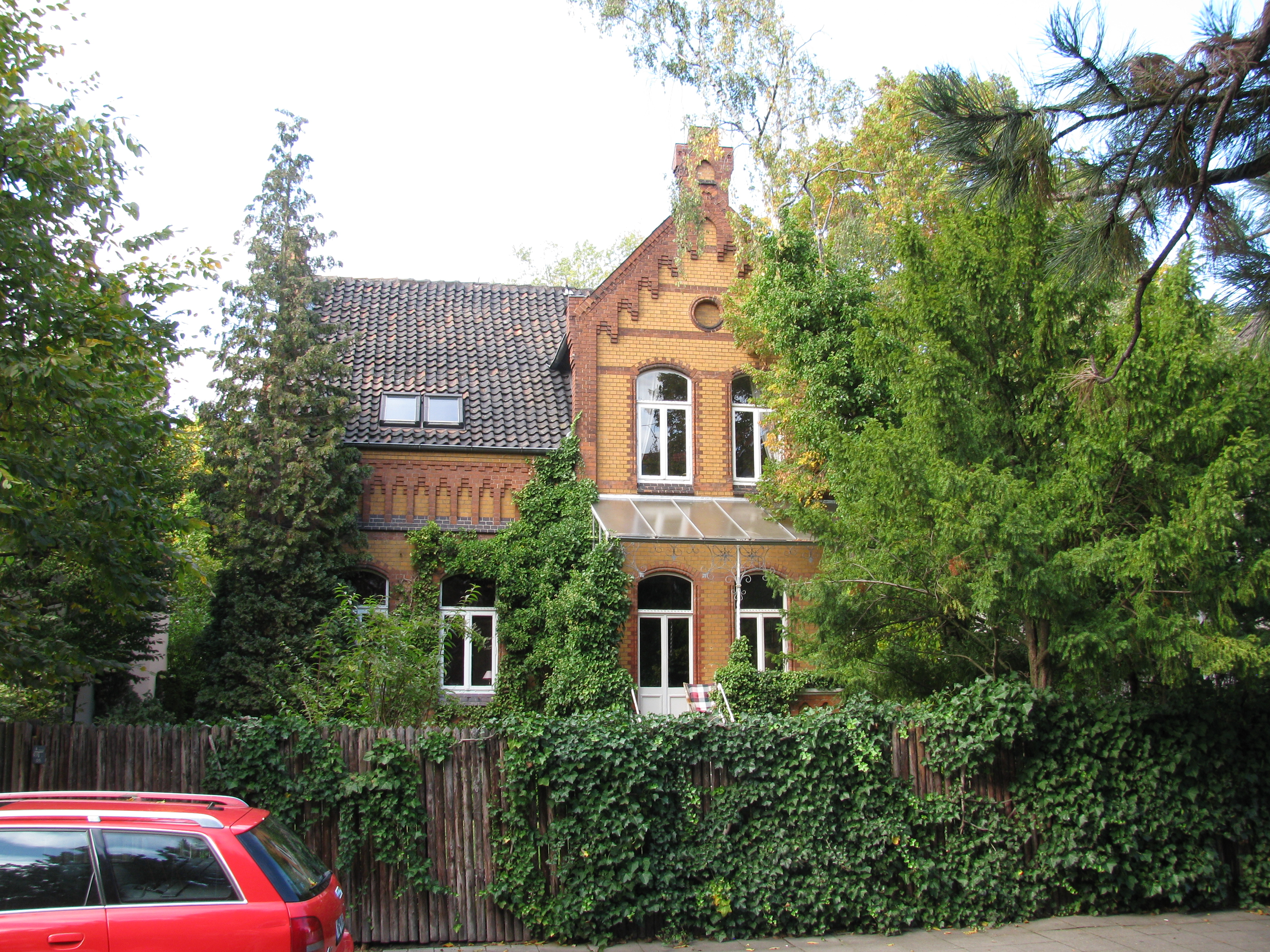
Brandestraße 9

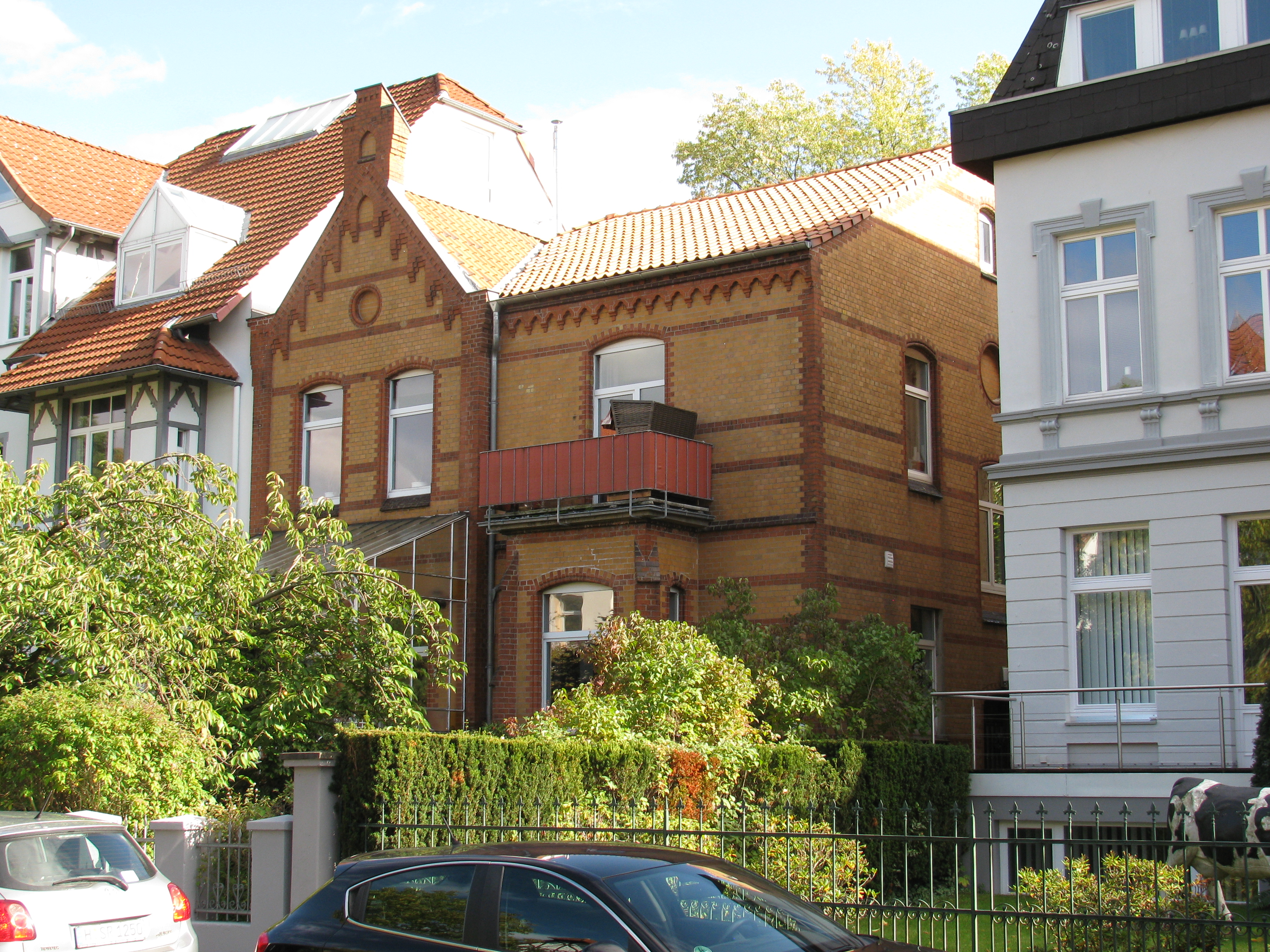
Grazer Straße 12

  - um 1880/1890: Doppel-Mietshaus Kokenstraße 10–11, erhalten[2]
  - um 1890: Wohngebäude Andertensche Wiese 1 (am Standort der späteren Neubaus Brühlstraße 11); nicht erhalten[2]
  - 1891: Wohnhaus Brandestraße 9 für seinen Bruder Carl Daniel Mühlbach; erhalten[3]
  - 1892–1893: Eigenes Wohnhaus Grazer Straße 12 (die frühere Centralstraße 46), fertiggestellt erst nach dem Tod des Architekten; erhalten[2]

## Archivalien
Archivalien finden sich etwa im Stadtarchiv Hannover im Register hbs, a, Robert Mühlbach sowie in den dort archivierten Hausstandsbüchern der Stadt.